# Silviu Lung Jr.
Silviu Lung Jr (Craiova, 4 de juny de 1989) és un porter de futbol romanès que actualment juga en l'Astra Giurgiu.